# Allodiopsis
Allodiopsis is een muggengeslacht uit de familie van de paddenstoelmuggen (Mycetophilidae).

## Soorten
- A. akeleyi (Johannsen, 1912)
- A. cristata (Staeger, 1840)
- A. diffissa (Johannsen, 1912)
- A. domestica (Meigen, 1830)
- A. gracai Sevcik & Papp, 2003
- A. korolevi Zaitzev, 1982
- A. moravica Sevcik, 2004
- A. pseudodomestica (Lackschewitz, 1937)
- A. rustica (Edwards, 1941)